# Cinnamomum rosiflorum
Cinnamomum rosiflorum är en lagerväxtart som beskrevs av Kostermans. Cinnamomum rosiflorum ingår i släktet Cinnamomum och familjen lagerväxter. Inga underarter finns listade i Catalogue of Life.